# ویکتور الدانا
ویکتور الدانا (انگلیسی: Víctor Aldana؛ زادهٔ ۹ ژوئن ۱۹۸۱) بازیکن فوتبال اهل رومانی است.